# روبي بينا
روبي بينا (بالإنجليزية: Robbie Bina)‏ هو لاعب هوكي جليد أمريكي، ولد في 4 يناير 1983 في غراند فوركس في الولايات المتحدة.

## وصلات خارجية
- روبي بينا على موقع دوري الهوكي الوطني (الإنجليزية)
- روبي بينا على موقع EliteProspects.com (الإنجليزية)
- روبي بينا على موقع HockeyDB.com (الإنجليزية)